# 王洪海
王洪海（1964年8月—），天津人，汉族，中国共产党党员。中华人民共和国政治人物、第十三届全国人民代表大会天津地区代表。现任市交委党委委员、一级巡视员，市港航局局长、党组书记。

## 生平
2018年2月24日，当选为第十三届全国人大代表。